# Friendly Floatees

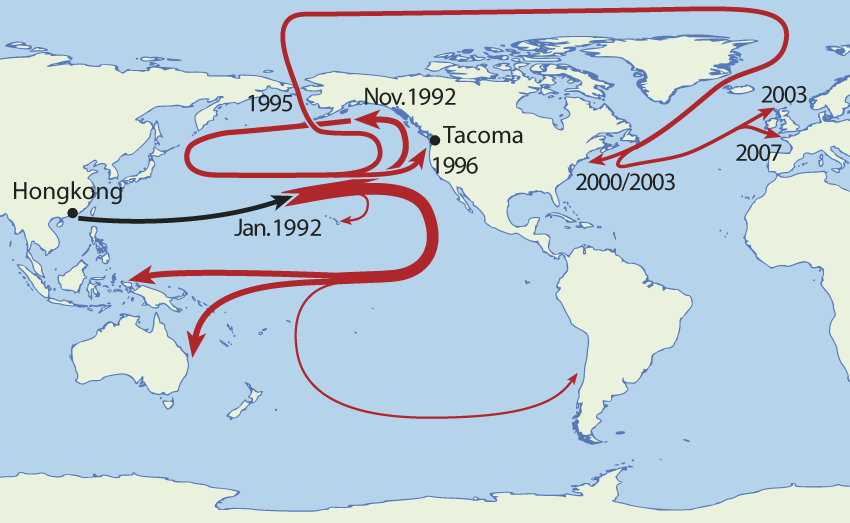
Spridningsvägar för Friendly Floatees.

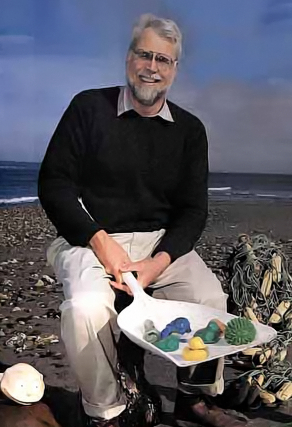
Oceanografen Curtis Ebbesmeyer med flytande plastobjekt som också används för att studera havsströmmar.

Friendly Floatees är en containerlast badleksaker av plast som den 12 januari 1992 hamnade i norra Stilla havet och som sedan dess flutit runt i världshaven.

## Historik
Plastleksakerna hade tillverkats i Kina på uppdrag av amerikanska The First Years Inc. och hamnade i havet från ett containerfartyg på väg från Hongkong till Tacoma i delstaten Washington i USA 1992. Detta skedde under en storm och nära datumgränsen. Tolv 40-fotscontainrar spolades överbord, varav en som innehöll 28 800 kartongförpackade badleksaker slogs öppen. De bestod av gula ankor, röda bävrar, blå sköldpaddor och gröna grodor, och saknade hål, så de tog inte in vatten. Många av badleksakerna har allt sedan dess återfunnits inom ett stort spridningsområde. De har bland annat utnyttjats av oceanografer för att kartlägga utseendet och effekterna av stora havsströmmar.
Två oceanografer från Seattle, Curtis Ebbesmeyer och James Ingraham, har efter haveriet ägnat sig åt att spåra badleksakernas rörelser. Efter två månader började badleksaker flyta iland på Alaskas kust ungefär 3 200 kilometer från haveriplatsen. Enligt modeller som utarbetats bland annat på basis av liknande strandfynd har badleksaker flutit genom Berings sund, fastnat i polarisen, rört sig med denna och efter några år lösgjorts i norra Atlanten.